# Силуан (Мэнуйлэ)
Епи́скоп Силуа́н (рум. Episcop Siluan, в миру Кристиан Константин Мэнуйлэ, рум. Cristian Constantin Mănuilă; род. 16 сентября 1971, Липова, Арад) — епископ Румынской православной церкви, епископ Венгерский.

## Биография
Родился 16 сентября 1971 года в городе Липова жудеца Арад в Румынии в семье Константина и Жойцы.
В 1978—1982 годах учился в начальной школе родной деревни Келмак жудеца Арад, в 1982—1986 годах — в гимназии комунны Коноп, а в 1986—1990 годах — в Индустриальном лицее № 2 города Арад в электротехнической секции. В 1990 году поступил на кафедру духовности Богословского факультета им. Андрея Шагуны в Сибиу, который окончил в 1994 году со степенью лиценциата за работу: «Иисусова молитва в исихастской традиции».
С сентября 1994 по июль 1995 года проходил стажировку в общине «Слово Жизни» («Le Verbe de Vie») во Франции, совершенствуя свой французский язык и посещая православный Преображенский монастырь близ Террассона.
11 августа 1995 года епископом Арадским Тимофеем (Севичу) был пострижен в монашество в Монастыре Ходош-Бодрог; его восприемником в монашестве стал митрополит Германский, Центрально и Северо-Европейский Серафим (Жоантэ). 13 августа того же года митрополитом Серафимом (Жонанте) был рукоположен в сан иеродиакона. С сентября того года служил в женском монастыре Симеона Столпника в Арад-Гае. 13 декабря того же года епископом Арадским Тимофеем (Севичу) был рукоположен в сан иеромонаха с оставлением в клире того же монастыря.
В 1997—1998 годы изучал новогреческий язык в Афинском университете, после чего в 1998 году поступил в богословский институт того же университета, где на кафедре Нового Завета под руководством профессора Георгиоса Патроноса занимался написанием диссертации «Ветхозаветный закон в Нагорной проповеди Господней по Святому Евангелию от Матфея (главы 5-7)».
В 1999 году в период обучения в Афинском университете переведён в клир румынской православной епископии в Венгрии. 22-23 июля того года решением Священного Синода Румынской православной церкви был назначен протосинкеллом данной епархии и экклисиархом кафедрального собора в Дьюле. Его возведение в сан протосинкелла состоялось 7 августа того же года.
В 2002 году окончил богословский факультет в Афинах и 6 апреля того же года в соответствии с желанием епископа Венгерского Софрония (Дринчека) основать в Венгрии румынский православный скит, был назначен игуменом новоучреждённого Успенского скита в деревне Кёрёшсакале. 22 января 2003 года обитель была возведена в ранг монастыря, а протосинкелл Силуан 28 февраля того же года за литургией, совершённой епископом Софронием был посажен его первым настоятелем. 4-5 марта того же года решением Священного синода Румынской православной церкви Силуан был награждён саном архимандрита, и 20 апреля того года епископ Софроний совершил возведение Силуана в архимандрита.
11 марта 2007 года избирательная коллегия Румынской православной епископии в Венгрии выдвинула его кандидатом в епископа, что было подтверждено решением Священного синода Румынской православной церкви от 21 июня того же года.
8 июля 2007 года в Соборе святого Николая в Гюле был рукоположен во епископа Венгерского. Хиротонию совершили: митрополит Банатский Николай (Корняну); архиепископ Берлинский, митрополит Германский, Центрально и Северо-Европейский Серафим (Жоантэ); епископ Венский и Австрийский Иларион (Алфеев) (Русская православная церковь); епископ Будимский Лукиан (Пантелич); епископ Арджешский и Мусчелский Каллиник (Аргату); епископ Арадский, Иенопольский и Хэлмаджуский Тимофей (Севичу); епископ Орадийский, Бихорский и Сэлажский Софроний (Дринчек); епископ Северинский и Стрехайский Никодим (Николэеску), епископ Карансебешский Лукиан (Мик); епископ Лугожский Паисий (Георге).
К тому времени в епархии был 21 приход, расположенные в основном вдоль границы с Румынией. В епархии служило 12 священников. Румынская православная община на тот момент была самой многочисленной из этнических православных общин.
1 августа 2017 года решением Священного синода Румынской православной церкви также назначен администратором Епархии Дакии Феликс, объединяющей румынский приходы на территории Сербии